# ローレンス・アトキンソン
ローレンス・アトキンソン（Lawrence Atkinson、1873年1月17日 - 1931年9月21日）はイギリスの画家、彫刻家、作曲家である。1910年代半ばにイギリスで起きた美術運動、「ヴォーティシズム」に参加した画家の一人となった。

## 生涯
マンチェスターのChorlton-on-Medlockで生まれた。声楽の才能に恵まれ、パリ、ベルリンで音楽を学び、ロンドンやリヴァプールで音楽教師となった。
1911年から1912年はパリにいてすでに30代の後半の年齢であったが、私立の美術学校のAcadémie de La Paletteで、同年代のスコットランド出身の画家、ジョン・ダンカン・ファーガソンに絵を学んだ。ロンドンに戻り、風景画の制作を始め、アンリ・マチスのようなフォーヴィズムのスタイルで描いたとされるが作品は残っていない。1912年10月にロジャー・フライらが開催した、ポスト印象派のロンドンの展覧会に出展した。この展覧会で「ヴォーティシズム」の美術団体「Rebel Art Centre」の設立メンバーになるケイト・リッチミア(Kate Lechmer)と知り合い、リッチミアにピアノを教えることになった。
1913年から、リッチミアを通じて、ヴォーティシズムの中心的な画家、パーシー・ウインダム・ルイスと知り合い、アトキンソンの絵のスタイルを大きく変え、Allied Artists Associationの展覧会やRebel Art Centreに出展した。
1918年に、アトキンスの作品はイギリスの詩人エディス・シットウェルの編集した雑誌「Wheels」の表紙絵となった。モダニズムの詩も書き、シットウェルの弟で詩人のオズバート・シットウェルと親しい小説家のオルダス・ハクスリーとも知り合った。
1921年にミラノの展覧会で彫刻作品で賞を得た。
パリで死去した。

## 作品

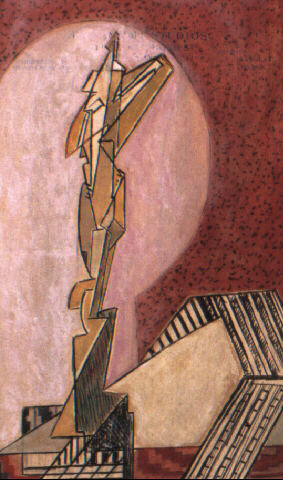
抽象画
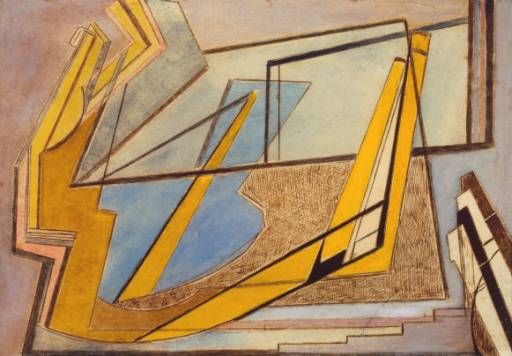
The Lake (1910年代)
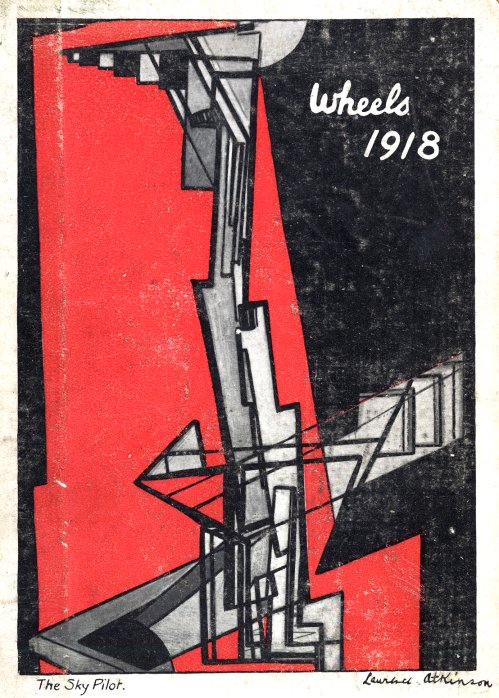
1918年、美術誌の表紙絵